# حسن‌آباد جلودر
حسن‌آباد جلودر یا حسن‌آباد روستایی در دهستان خبریز بخش مرکزی شهرستان ارسنجان استان فارس ایران است.

## جمعیت
بر پایه سرشماری عمومی نفوس و مسکن در سال ۱۳۹۵ جمعیت این روستا ۴۰۸ نفر (۱۱۲خانوار) بوده‌است.